# Cryptonanus guahybae
Cryptonanus guahybae is een opossum uit het geslacht Cryptonanus die voorkomt in de Braziliaanse staat Rio Grande do Sul.
C. guahybae werd oorspronkelijk beschreven (als Marmosa microtarsus guahybae) op basis van één exemplaar (het holotype, ZMB 4306) gevangen op het eiland Guaíba bij Porto Alegre in Rio Grande do Sul. Later werd hij als een synoniem van Gracilinanus microtarsus gezien tot Voss et al. (2005) hem in het geslacht Cryptonanus plaatste.
C. guahybae is grotendeels roodachtig van kleur, met een grijsachtige buik. Hij heeft 7+1+7=15 mammae.